# ألان موتا
ألان موتا هو لاعب كرة قدم برازيلي في مركز الوسط، ولد في 12 سبتمبر 1986 في ساو باولو في البرازيل. لعب مع ناسيونال ساو باولو.

## وصلات خارجية
- ألان موتا على موقع قاعدة بيانات كرة القدم.إي يو (الإنجليزية)
- ألان موتا على موقع Soccerway.com (الإنجليزية)